# Kinda El-Khatib
Pour les articles homonymes, voir El-Khatib.
 (février 2022).
Kinda El-Khatib ( en arabe : كندة الخطيب  ; née en 1997) est une militante libanaise connue comme critique de Michel Aoun, de la classe politique libanaise, et du Hezbollah. En décembre 2020, elle est reconnue coupable de collaboration avec Israël. Elle est libérée en appel en mars 2021.

## Biographie
El-Khatib est une musulmane sunnite du district d'Akkar qui a participé à des manifestations en 2019 et 2020. Au moment de son arrestation l'étudiante en maîtrise de littérature anglaise à l'Université libanaise est agée de 23 ans. Elle a travaillé en 2018 comme traductrice pour l'International Society for Parliamentary Elections.
Avec son frère Bandar, El-Khatib a été arrêtée par la Direction générale de la sûreté générale le 17 juin 2020. Bandar a été libéré le lendemain, mais Kinda a été détenue pendant six mois, avant d'être traduite devant un tribunal militaire.
El-Khatib est connue comme commentatrice des médias sociaux. Son arrestation est attribuée à l'époque à un retweet d'une publication d'Avichay Adraee. Elle a été particulièrement active sur Twitter après les manifestations de la révolution du 17 octobre.
Selon des informations parues dans Al Akhbar en septembre, El-Khatib était accusée d'avoir facilité une interview que Charbel Al-Hajj, qui est libanais, avait donnée à la télévision israélienne. Traduite en justice par un tribunal militaire en décembre 2020, pour sa défense, El-Khatib a témoigné qu'elle ignorait que le contact pris via Twitter était un journaliste israélien de Kan 11 nommé Roy Kays. Elle nie les accusations d'être entrée en Israël et d'avoir rencontré et donné des informations de sécurité à des Israéliens. Après sa condamnation à trois ans de prison avec travaux forcés, son avocate Jocelyne Rahi a annoncé qu'elle ferait appel,. Le tribunal a également prononcé une peine de dix ans d'emprisonnement contre Charbel Al-Hajj (dit Charbel Hage), citoyen libanais aux États-Unis jugé par contumace.
Kinda El-Khatib a été libérée sous caution le 16 mars 2021 après un pourvoi réussi devant la Cour de cassation. Il a été annoncé qu'il y aurait un deuxième procès, sans date fixée. Un examen de la position de son affaire en août 2021, sur le site Internet de The National, rapporte qu'en avril de cette année-là, l'acte d'accusation du tribunal militaire a été lu aux journalistes de la Cour de cassation militaire. Le deuxième procès, fixé au 8 avril, a été reporté à décembre. Le soutien à El-Khatib en tant que voix critique a été exprimé par Nizar Zakka et David Schenker.